# Mu-tan-ťiang (prefektura)
Mu-tan-ťiang (čínsky pchin-jinem Mǔdānjiāng, znaky 牡丹江) je městská prefektura v Čínské lidové republice. Patří k provincii Chej-lung-ťiang.
Celá prefektura má rozlohu téměř 40 tisíc čtverečních kilometrů a v roce 2020 v ní žilo dva a čtvrt milionu obyvatel.

## Poloha
Mu-tan-ťiang leží na jihovýchodě provincie Chej-lung-ťiang. Hraničí na jihu s prefekturami Jen-pien a Ťi-lin, na západě s prefekturou Charbin, na severu s prefekturou Čchi-tchaj-che a na východě s prefekturou Ťi-si a také s Přímořským krajem Ruské federace.
Průměrná nadmořská výška v prefektuře je 230 metrů nad mořem.

## Správní členění
Městská prefektura Mu-tan-ťiang se člení na deset celků okresní úrovně, a sice čtyři městské obvody, pět městských okresů a jeden okres.
| Tung-an Jang-ming Aj-min Si-an okres · Lin-kchou městský okres · Suej-fen-che městský okres · Chaj-lin městský okres · Ning-an městský okres · Mu-ling městský okres · Tung-ning |          |                       |                       |             |                                         |
| Název | Název    | Počet obyvatel (2010) | Počet obyvatel (2020) | Rozloha km² | Hustota zalidnění (obyv. na km²) (2020) |
| český přepis | znaky    | Počet obyvatel (2010) | Počet obyvatel (2020) | Rozloha km² | Hustota zalidnění (obyv. na km²) (2020) |
| Městské obvody |          |                       |                       |             |                                         |
| Aj-min | 爱民区   | 275 289               | 275 436               | 436         | 633                                     |
| Tung-an | 东安区   | 200 160               | 221 194               | 580         | 381                                     |
| Jang-ming | 阳明区   | 240 214               | 190 973               | 1 383       | 138                                     |
| Si-an | 西安区   | 249 491               | 242 412               | 362         | 670                                     |
| Městské okresy |          |                       |                       |             |                                         |
| Mu-ling | 穆棱市   | 293 271               | 197 065               | 6 021       | 33                                      |
| Suej-fen-che | 绥芬河市 | 132 315               | 114 564               | 422         | 272                                     |
| Chaj-lin | 海林市   | 400 859               | 292 755               | 9 743       | 30                                      |
| Ning-an | 宁安市   | 437 452               | 322 127               | 7 217       | 45                                      |
| Tung-ning | 东宁市   | 200 716               | 195 489               | 7 115       | 27                                      |
| Okres |          |                       |                       |             |                                         |
| Lin-kchou | 林口县   | 368 956               | 238 193               | 6 587       | 36                                      |
| |          |                       |                       |             |                                         |
| Celkem | Celkem   | 2 798 723             | 2 290 208             | 39 866      | 57                                      |

## Partnerská města
- Jyväskylä, Finsko

- Ócu, Japonsko

- Pchadžu, Jižní Korea
- Postupim, Německo

- Ussurijsk, Rusko